# Anna Thekla von Weling

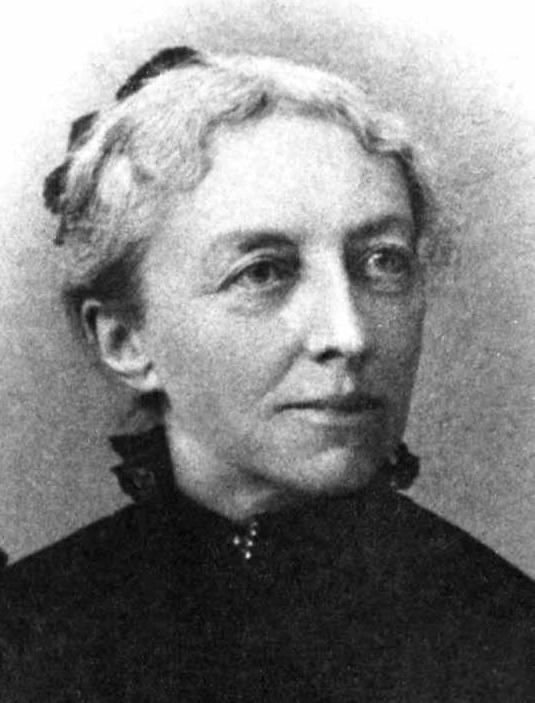
Anna Thekla von Weling

Anna Thekla von Weling (Pseudonym: Hans Tharau; * 20. März 1837 in Neuwied; † 21. Mai 1900 in Bad Blankenburg) war eine deutsche Schriftstellerin, Übersetzerin und die Gründerin der Blankenburger Allianzkonferenz.

## Leben
Als Tochter einer aus Schottland stammenden Hofdame wuchs Anna von Weling am Hof von Fürst Hermann zu Wied in Neuwied auf und wurde gemeinsam mit Elisabeth zu Wied erzogen. In der konfessionell vielfältigen Residenzstadt Neuwied wurde die Herrnhuter Brüdergemeine ihre erste geistliche Heimat. Entscheidende Prägungen jedoch erhielt sie in Schottland, wo sie bei einer Predigt von Reginald Radcliff eine Erweckungserfahrung machte.
Im Deutsch-Französischen Krieg 1870/71 leitete sie ein Lazarett in Bonn. Sie adoptierte zwei verwaiste Zwillingsbrüder (Hein und Fritz) und sorgte für ihre Ausbildung.
1875 eröffnete sie die erste Kleinkinderschule im damaligen Kreis Querfurt in Branderoda, 1882 den Neubau der Kinderbewahranstalt in Branderoda.
1886 zog sie nach Bad Blankenburg im damaligen Fürstentum Schwarzburg-Rudolstadt. Hier kaufte sie die Villa Greifenstein unterhalb der gleichnamigen Burg und baute sie zum Evangelischen Allianzhaus um. Sie rief die jährlichen Blankenburger Gemeinschaftskonferenzen ins Leben, eine der Keimzellen der Deutschen Evangelischen Allianz.
Ob Anna Thekla von Weling etwas mit dem bayerischen Adelsgeschlecht der Edlen von Weling zu tun hat, ist bislang ungeklärt.

## Werk
Unter dem Pseudonym Hans Tharau veröffentlichte Anna von Weling etwa 20 zumeist erbauliche Erzählungen und Romane. Ihre Erzählung Die Studiengenossen, die 1882 erschien, wurde als Enthüllungsroman gelesen und sorgte für einen Skandal um Professor Theodor Christlieb, in dessen Folge sie Bonn verlassen musste.
Sie übersetzte viele Choräle und Lieder der Erweckungsbewegung aus dem Englischen, darunter auch Die Kirche steht gegründet (The Church’s One Foundation) von Samuel Stone mit der Melodie von Samuel Sebastian Wesley, das ins Evangelische Gesangbuch (Nr. 264) und ins katholische Gotteslob (Nr. 482) aufgenommen wurde.
Ihre eigenen Kirchenlieddichtungen sind heute nur noch erwecklichen Kreisen vertraut.

## Schriften
- Die schönsten Sagen der deutschen Heimath: Der Jugend wiedererzählt von Hans Thaurau. Mit 6 Tonbildern nach Zeichnungen von W. C. Arzt. Von Hans Tharau. Schwetschke, Halle 1878. (Digitalisat)
- Die Studiengenossen. Von Hans Tharau. Soltan, Norden 1882.[3]
- Novellen. 4 Bände. Velhagen & Klasing, Bielefeld 1871. (Inhalt: I. Herbstzeitlose. – II. Amata. – III. Leidenschaft und Liebe. – IV. Kloster Roßdyk. – Palette und Krone.)
- Ein erloschenes Geschlecht. Roman. Leipzig 1876.
- Victor Melchior. Die Heiderosen. 2 Novellen. Gütersloh 1876.
- Im Hochland. Fee. 2 Novellen. Gütersloh 1876.
- Vera. Novelle. Gütersloh 1877.
- Die ewigen Berge. Perthes, Gotha 1882.
- Von Bergeshöhen. (6 Alpenblumenkarten mit Gedichten) 1882.[4]
- Vier Schweizerlandschaften von Helga v. Cramm mit Gedichten von Hans Tharau. 1883.[5]
- Paul Sudram. Eine Erzählung aus unseren Tagen. Soltau, Norden 1887.
- Unica spes. Eine Geschichte aus unseren Tagen. Soltau, Norden 1888.
- Schwester Phoebe. Ein Bild aus den Tagen der Apostel. Böhme, Leipzig 1888.
- Die Fackelträger des Evangeliums. Deutsche Evangelische Buch- u. Tractat-Gesellschaft, Berlin 1892.